# New Mexico Land Grant Permanent Fund
Der New Mexico Land Grant Permanent Fund (LGPF) ist ein Staatsfonds in New Mexico, der Schulen und Universitäten im Bundesstaat finanziert. Zu seinem Vermögen gehören Mineralrechte im gesamten Bundesgebiet. Er ist einer der größten permanenten Fonds in den Vereinigten Staaten und verwaltete Ende 2024 ein Gesamtvermögen von über 32,6 Milliarden US-Dollar. Er ist der größte der vier Staatsfonds in New Mexico, die alle vom New Mexico State Investment Council verwaltet werden.

## Geschichte
1893 verabschiedete die US-Regierung den Ferguson Act, der dem New-Mexico-Territorium Land zur Unterstützung der Schulen und Universitäten New Mexicos zusprach. Obwohl New Mexico der Union noch nicht beigetreten war, wurden der Ferguson Act und der Enabling Act von 1910 im Vorgriff auf den geplanten Beitritt New Mexicos im Jahr 1912 verabschiedet.
Die Initiative Invest in Kids Now forderte den Staat auf, die Ausschüttung des Fonds auf 7 % zu erhöhen, die Programme zur frühkindlichen Bildung zu finanzieren, insbesondere mit Schwerpunkt auf Alphabetisierung. New Mexico lag in der Lesekompetenz auf Platz 50 in den Vereinigten Staaten.
Im Jahr 2022 stimmten die Wähler einer Verfassungsänderung zu, die eine Ausschüttung von 1,25 % aus dem Fonds für die frühkindliche Bildung vorsieht. Die Änderung wurde mit über 70 % angenommen.